# Liparis gracilipes
Liparis gracilipes är en orkidéart som beskrevs av Rudolf Schlechter. Liparis gracilipes ingår i släktet gulyxnen, och familjen orkidéer. Inga underarter finns listade i Catalogue of Life.